# Amberg
Amberg là một thành phố độc lập cấp huyện thuộc vùng hành chính Oberpfalz của bang Bayern, Đức. Thành phố có diện tích 50,4 km2, dân số là 44.756 người (2008), nó nằm giữa Regensburg và Bayreuth.